# Сухая Кубра
Сухая Кубра — река в России, протекает по Ульяновской и Самарской областях. Устье реки находится на 1,6 км по правому берегу реки в овраге Дуплышко. Длина реки составляет 11 км.

## Данные водного реестра
По данным государственного водного реестра России относится к Нижневолжскому бассейновому округу, водохозяйственный участок реки — Волга от Куйбышевского гидроузла до Саратовского гидроузла, без рек Сок, Чапаевка, Малый Иргиз, Самара и Сызранка. Речной бассейн реки — Волга от верхнего Куйбышевского водохранилища до впадения в Каспий.
Код объекта в государственном водном реестре — 11010001512112100009224.